# 自由フランス海軍

自由フランス海軍軍艦旗

自由フランス海軍(Les Forces Navales Françaises Libres,FNFL)は自由フランス軍のうち、海軍を担当する部門である。第二次世界大戦において、フランス対独休戦後の1940年6月28日にジブラルタルで設立されたものであり、連合国軍の一部として欧州戦線の各所に投入された。指揮官はエミール・ミュズリエ提督。

## 概要
1940年6月の独仏休戦時、フランス海軍はほとんど損失を受けておらず、多くの艦船を保持したままだった。海外植民地や連合国側に脱出した艦艇もあったが、新たに成立したヴィシー政府に忠誠を誓い、イギリス軍に編入されることを望まないものもあった。このため、ドイツ軍による接収をおそれたイギリス海軍によるメルセルケビール海戦でのフランス艦隊への攻撃や、ポーツマス、プリマス、アレクサンドリアに脱出していた艦艇の接収をめぐる衝突も発生した。  
結局、発足当初の自由フランス海軍は戦艦3隻、巡洋艦4隻、若干の駆逐艦と潜水艦を確保できただけで、戦力拡充のため、イギリスからハント級駆逐艦やフラワー級コルベットの貸与を受けた。全ての艦艇を一度に運用できるほどの人員がなく、小型艦での船団護衛や哨戒を主任務としていた。だが1940年9月以降、自由フランスが世界中のフランス海外植民地をヴィシー政府から奪う形で反攻作戦を始める（ダカール沖海戦）と、連合国軍侵攻艦隊の一翼も担った。
1942年11月のトーチ作戦の結果、アフリカのヴィシー政府側フランス軍は連合国軍と講和し、リシュリュー級戦艦以下のまとまった戦力が加わった。フランス本土のヴィシー政府側フランス軍が直後のアントン作戦で壊滅したため、1942年末以降、自由フランス海軍は「フランス海軍」とほぼ同義の存在となった。
1943年7月、自由フランス海軍は日本軍占領下のインドシナを除くすべてのフランス海外植民地を傘下に収めた。続いて10月にはコルシカ島を奪還。そして1944年6月にノルマンディー上陸作戦、9月にプロヴァンス上陸作戦にも参加して、その後は1945年5月まで、ドイツ軍が立て籠もるラ・ロシェル、ロリアン、サン・ナゼール、ダンケルク諸港の奪回作戦を支援した。
1944年4月以降、リシュリュー以下の小艦隊が東南アジア海域で活動。イギリス海軍と共にアンダマン・ニコバル諸島を攻略する予定だったが、その前に日本の降伏によって戦争が終わった。極東のフランス軍艦艇はその後インドシナの再占領に従事した。だが、そこでは新たな戦いが待っていた。
海人社の資料によれば、終戦時の勢力は戦艦3、空母1、重巡3、軽巡6、駆逐艦13、潜水艦19、小艦艇95隻。総計23万6千トン、人員4万であったという。

## 自由フランス海軍の艦艇
以下は、自由フランス海軍各艦の参加経緯と戦歴の一覧である。ただし資料の限界で、潜水艦以下の艦艇では全ての艦を挙げられていない。

### 独仏休戦前のフランス海軍から参加したもの
- 戦艦　
  - クールベ：ポーツマスで防空砲台兼宿泊艦として使われた後、ノルマンディー上陸作戦の際、マルベリー人工港の防波堤として沈められた。
  - パリ：1940年、クールベと共にイギリス本土へ脱出。その後プリマスで1945年まで亡命ポーランド海軍の宿泊艦として使われた。
  - ロレーヌ：1940年、アレキサンドリアへ脱出。1944年以降、地中海および大西洋沿岸で火力支援任務に従事。
  - リシュリュー：未成状態でダカールへ脱出、自由フランス海軍と交戦もしたが、1942年末に合流。1943年にアメリカで改装を受け、対日戦にも従事。
（同じく1940年、未成状態でカサブランカに脱出したジャン・バールは1949年まで「戦艦」として竣工していない）
- 空母　
  - ベアルン：1940年から1943年までマルティニークで立往生していた。その後アメリカで飛行甲板を短縮する改装を受け、航空機輸送艦として使われた。
- 重巡　
  - デュケーヌ、トゥールヴィル、シュフラン：大戦中を通し、戦艦ロレーヌと共に行動。
- 軽巡　
  - デュゲイ・トルーアン：上の重巡3隻と同様。本艦に限らず自由フランスの大型艦は、1943年以降アメリカで対空火器増備等の改装を受けている模様。
  - ジャンヌ・ダルク、エミール・ベルタン：ベアルンの護衛に従事していたが、合流後の1943年9月、コルシカ島奪還に参加。以後も地中海沿岸で従軍。
  - グロアール、モンカルム、ジョルジュ・レイグ：リシュリューと同じく1942年に合流。モンカルムとレイグはノルマンディーでオマハ海岸を砲撃した。

- 駆逐艦　
  - レオパール：1940年、ポーツマスへ脱出。1943年5月27日、トブルク沿岸で座礁全損。
  - ティーグル：1942年11月、トゥーロンで自沈。しかしイタリア軍に浮揚修理され、1943年10月、イタリア降伏によって自由フランスに返還された。
  - ル・ファンタスク、ル・テリブル、ル・マラン：1940年、プリマスへ脱出。その後は大西洋と地中海で終戦まで従軍。比較的武運に恵まれた姉妹である。
  - ル・トリヨンファン：同級3隻と共に脱出したが、1941年以降1隻だけ英東洋艦隊に属し、終戦まで太平洋で運用された。
  - ウーラガン：1940年7月～41年4月の間自由ポーランド海軍に転籍。なお姉妹艦ミストラルはイギリス軍に接収され、プリマスで練習艦として使われた。
  - トロンブ：1942年11月、トゥーロンで自沈。その後はティーグルとほぼ同じ。
  - ラルション、ル・フォルテュネ、バスク、フォルバン：1942年11月、北アフリカにて連合国軍の攻撃（トーチ作戦）を生き残り合流。
- 潜水艦
  - シュルクーフ：1940年、脱出先のイギリスで自由フランスに参加。しかし1942年2月18日、メキシコ湾で米商船と衝突事故を起こし沈没。
  - ミネルブ、ジュノン、リュビ、スファクス：1940年、イギリスへ脱出。スファクスは同年12月戦没。リュビは終戦まで機雷敷設任務で活躍した。
  - マルスアン、ル・グロリュー、カサビアンカ：1942年11月、ドイツ軍に占領されたトゥーロンから北アフリカまで脱出できた数少ない艦である。
  - ル・セントール、アンティオプ、オルフェ、アマゾーヌ、アレテューズ、アタランテ、ラ・シュルターヌ：トーチ作戦時北アフリカ在泊。その後合流。
  - オリオン、オンディーヌ：1940年、イギリスに脱出。しかし2隻とも、1943年までに部品取りのために解体された。
- 通報艦　
  - サヴォルニャン・ド・ブラザ：1940年ポーツマスへ脱出。ダカール沖海戦に参加し、1940年11月にはガボンで姉妹艦ブーゲンヴィルを撃沈した。
  - デュモン・デュルヴィル、ラ・グランディエール：1942年、北アフリカにてトーチ作戦の後、合流。
  - エラン、コマンダン・デュボック、コマンダン・ドミネ、ラ・カプリシューズ、ラ・モキューズ
  - シャモア、アナミト・ガゼル、シェヴルイユ、ラ・ヴードゥズ、コマンダン・ボリ、コマンダン・ドラージュ

：エランは1941年6月から44年末まで中立国トルコに抑留。その他は1940年より参加。ヴードゥズ以下のシャモア級3隻はトーチ作戦以降の合流。
アラ、アミアン、ベルフォール：前大戦期の旧式艦は、脱出先のイギリスで宿泊艦として使われた。
- 特設巡洋艦　
  - ケルシィ：1941年以降、段階的に武装を減らし輸送船として運用。1944年、ドイツから奪回したトゥーロンに入港した最初のフランス艦。

### 連合国軍から供与されたもの
- 護衛駆逐艦　
  - ラ・コンバタント：英ハント級。1942年12月供与され英仏海峡でイギリス軍の同級艦と活動。ドイツSボートの撃沈記録もある。1945年2月戦没。
  - アルジェリアン、オヴァ、マロケン、セネガレ、ソマリ、チュニジアン：米キャノン級。1944年1月供与。地中海沿岸とビスケー湾で運用された。
- 潜水艦　
  - キュリー、ドリス、モルス：英U,V級。予備部品不足からなる仏製潜水艦の稼働率低下を補うため、1943年から44年にかけて供与された。
  - ナルヴァル：伊アッツィアイーオ級。1943年7月、イギリス軍に鹵獲され、1944年1月に自由フランスへ移管。訓練用に使われた。
- その他　
  - アコニ、アリス、コマンダン・ディスティエンヌ・ドルヴ、コマンダン・デトロワイ、コマンダン・ドログ、ロベリア、ミモザ、ルノキュール、ロザリス
：英フラワー級コルベット。アリスは1942年2月、ミモザは42年6月戦没。他に休戦時発注済みまたは建造中の艦もあったが、全て英独軍に接収された。
  - ラヴァンチュール、レスカルムーシュ、ラ・シュルプリーズ、トンキノワ、ラ・デクヴェルト、クロワ・ド・ロレーヌ
：英リバー級フリゲイト。フラワー級同様、大西洋での船団護衛に従事した。

他に米YMS1級掃海艇31隻、米SC497級駆潜艇50隻、米PC461級駆潜艇32隻、ほか小型の哨戒艇多数。揚陸艦艇の供与は確認できない。